# Schandtauber
Die Schandtauber ist ein knapp 6 Kilometer langer linker und südwestlicher Zufluss der Tauber bei Rothenburg ob der Tauber. Ihrer Karstquelle fließt ein in Teilabschnitten erforschter Höhlenfluss zu, der Teile der Hohenloher und Haller Ebene entwässert.

## Name
Der erstmals 1317 beurkundete Name des Flüsschens lautete althochdeutsch „Schantauber“ mit der Bedeutung von kurze Tauber.

## Geographie

### Schandtauberquelle
Die Schandtauber entspringt auf einer Höhe von ungefähr 415 m ü. NHN einer Karstquelle im Pfarrdorf Bettenfeld, einem Stadtteil von Rothenburg ob der Tauber. Die Quellschüttung kann stark schwanken; angegeben werden minimal 10 bis 20 und maximal 1000 Liter pro Sekunde.
Es gibt zwei permanent schüttende Quellen, die Hauptquelle ist zu einem Feuerlöschteich aufgestaut. Bei hoher Schüttung werden mehrere höher gelegene Quellen aktiv, die bis zu 140 Meter südöstlich der Hauptquelle liegen. Eine dieser Quellen liegt im kleinen Schweinestall eines Gasthauses. Seitdem ein Betonboden eingezogen wurde, müssen die Schweine bei Hochwasser nicht mehr evakuiert werden. Bei einer weiteren Quelle, die 180 Meter nordöstlich der Hauptquelle liegt, ist unklar, ob sie eigenständig ist.

### Verlauf
Ab Bettenfeld fließt die Schandtauber nach Norden in einem ausgeprägten Tal mit Hangbewaldung an der Obermühle vorbei und wechselt danach an der Mittelmühle ihre Richtung nach Nordosten. Danach passiert sie den Gemeindeteil Burgstall, der über der oberen linken Hangkante liegt, weiter talab die Hollermühle und die Hammerschmiede, die beide an ihrem linken Ufer liegen. Gleich anschließend passiert sie den Schandhof über einem linken, nordwestlichen Prallhang und läuft dann nordöstlich weiter bis zur Schmelzmühle bei Rothenburg, wo sie schließlich, keinen halben Kilometer südlich der Spitalsbastion der mittelalterlichen Stadt über dem rechten Tauberhang, auf einer Höhe von etwa 353 m ü. NHN von links in die Tauber mündet, also etwa 62 Höhenmeter unterhalb ihrer Bettenfelder Quelle, Damit hat sie auf ihrem 5,8 km langen Lauf ein mittleres Sohlgefälle von etwa 11 ‰.
Am Unterlauf der Schandtauber hat das Wasserwirtschaftsamt Ansbach einen zwei Kilometer langen wasserwirtschaftlichen Lehrpfad eingerichtet.

### Einzugsgebiet und Geologie
Die Schandtauber entwässert oberflächlich 44,5 km², die ganz im Naturraum Hohenloher und Haller Ebene liegen, und zwar in dessen Unterräumen Südwestliche und Nordöstliche Rothenburger Landwehr; ein kleiner Zwickel im Mündungsbereich zuletzt im Oberen Taubertal.
Das Einzugsgebiet hat westlich der Quelle in Bettenfeld etwa die Gestalt einer nord-südlich ausgerichteten Ellipse zwischen – im Norden – der Waldmitte des großflächigen Hochholzes südlich von Spielbach und – im Süden – dem Weiler Hegenau von Rot am See. Im Westen läuft seine Grenze zwischen Speckheim und Funkstatt hindurch, in seiner Mitte liegt Leuzendorf. Unterhalb von Bettenfeld schließt sich ein nirgends auch nur anderthalb Kilometer breiter, nach Nordosten gerichteter Schlauch bis zur Mündung an.
Im Südwesten und Westen grenzt das Einzugsgebiet der Brettach an, die über die Jagst zum Neckar entwässert, dort liegt also eine große Wasserscheide an. Alle anderen Konkurrenten entwässern wie die Schandtauber direkt oder indirekt zur Tauber. Im Nordwesten ist es der Reutalbach, der über den (Weikersheimer) Vorbach diesen bedeutenden Mainzufluss erreicht; im Norden der Herrgottsbach, der sie in Creglingen erreicht, ebenfalls recht weit im Norden; im Nordosten der (Rothenburger) Vorbach sowie der noch kürzere Blinkbach. Weiter im Uhrzeigersinn schließen sich im Osten jenseits des Unterlauf-Schlauchs der Schandtauber die Einzugsgebiete von Wethbach und Lohrbach an, im Südosten und Osten schließlich das des Rohrbachs nahe bei Hausen am Bach.
Weite Teile des Einzugsgebiets sind von Lettenkeuper (Erfurt-Formation des Unteren Keupers) bedeckt, der nur wenig wasserdurchlässig ist. Darunter stehen Schichten des Oberen Muschelkalks an, die in einem Teil der Talmulden ausstreichen. Der Muschelkalk ist stark verkarstet, worauf zahlreiche Dolinen hinweisen. Dolinen liegen insbesondere an der Schichtgrenze zwischen Keuper und Muschelkalk. Tektonisch gesehen liegt das Einzugsgebiet auf der Ostabdachung des Schrozberger Schilds, auf dem sich die Schichten des Südwestdeutschen Stufenlands um bis zu 150 Meter gegenüber der weiteren Umgebung aufgewölbt haben.
Durch Färbeversuche ist nachgewiesen, dass sich das oberirdische Einzugsgebiet der Schandtauber durch die Verkarstung um knapp 20 Quadratkilometer vergrößert hat. Der größere Teil des Zugewinns entfällt auf den Oberlauf des Wiesenbachs beim Schrozberger Stadtteil Schmalfelden, dessen Unterlauf über die Brettach und die Jagst zum Neckar entwässert. Die kleinere Fläche umfasst den Oberlauf des Rothenburger Vorbachs sowie des Blinkbachs; das Wasser, das diese Tauber-Zuflüsse verlieren, fließt über bei Burgstall aufstoßende Quellen der Schandtauber zu.

### Unterirdische Schandtauber

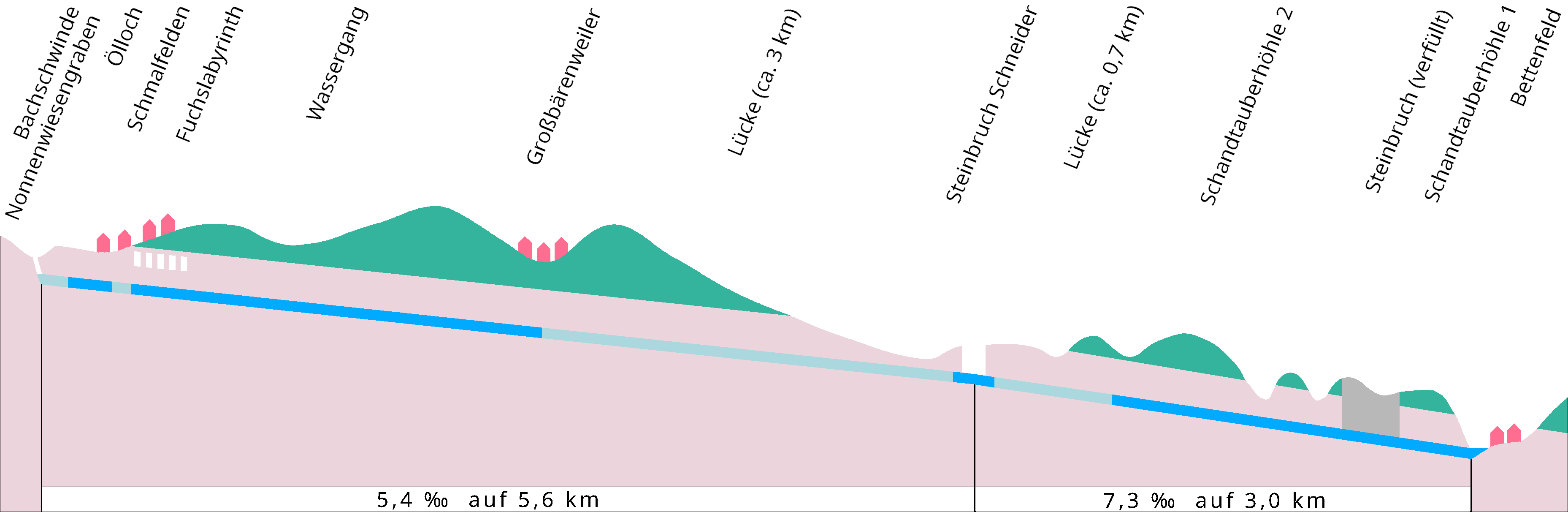
Schematischer Längsschnitt der Unterirdischen Schandtauber. Muschelkalk, Lettenkeuper, bekannte und unbekannte Teilabschnitte

Im Einzugsgebiet der Schandtauber wird Muschelkalk in Steinbrüchen abgebaut und zu Schotter verarbeitet. In mehreren Steinbrüchen wurden Höhlen mit Fließgewässern angeschnitten. Heute sind Teilabschnitte eines 8,6 Kilometer langen unterirdischen Bachs bekannt, die nach Lage und Höhe sowie nach den Ergebnissen eines Färbeversuchs zusammengehören und von Schmalfelden bis zur Schandtauberquelle bei Bettenfeld verlaufen. 2021 wurde der Themenweg Unterirdische Schandtauber eingerichtet, der vom Bahnhof Schrozberg nach Bettenfeld führt und über den unterirdischen Bach informiert.
Das Gefälle des unterirdischen Bachs liegt bei rund 5,4 bis 7,3 Promille, was ungefähr dem Schichtfallen entspricht. Die Höhlensohle liegt 10 bis 15 Meter unterhalb der Schichtgrenze zwischen Keuper und Muschelkalk. Im Oberlauf steht an der Höhlensohle eine weitgehend wasserundurchlässige Tonschicht im Muschelkalk an; so dass der Bach ein schwebendes Schichtgrundwasserstockwerk ist.
Oberster bekannter Teilabschnitt ist das rund 500 Meter lange Ölloch, das von einem Punkt knapp südöstlich der Bachschwinde des Nonnenwiesengrabens nach Süden bis zum Ortsrand von Schmalfelden verläuft. Im Ortsbereich von Schmalfelden liegen mehrere Dolinen, die früher zum Teil als Brunnen genutzt wurden.
Das nächste Teilstück, der Wassergang, beginnt rund 250 Meter vom Südende des Öllochs entfernt und führt bei etwas mäandrierendem Verlauf rund 2,1 Kilometer nach Osten bis zu einem Punkt südlich des Weilers Großbärenweiler. Der Wassergang ist das untere Stockwerk des Fuchslabyrinths, das obere Stockwerk ist eine trockenliegende Höhle mit labyrinthartig angeordneten Gängen. Im September 2018 betrug die Gesamtlänge der Höhle 13,9 Kilometer, womit das Fuchslabyrinth eine der längsten labyrinthischen Höhlen Deutschlands ist.
Zwischen Großbärenweiler und Gammesfeld ist der genaue Verlauf des unterirdischen Bachs auf etwa 3 Kilometern nicht bekannt. Hier gibt es keine Steinbrüche, da die überdeckende Keuperschicht mächtiger ist, so dass ein Abbau des Muschelkalks weniger wirtschaftlich ist. Nördlich von Gammesfeld wurde die unterirdische Schandtauber 1949 im Steinbruch Schneider angeschnitten; wegen des Wassereinbruchs wurde der Steinbruch aufgegeben. Heute verläuft der Bach auf kurzer Strecke über die Sohle des einstigen Steinbruchs. Von den beiden anschließenden Höhlen sind nur kurze Abschnitte erforscht.
Ab dem Steinbruch Schneider folgt der unterirdische Bach dem Trockental Notgang Richtung Bettenfeld. Ungefähr 200 Meter östlich der Landesgrenze liegt der Eingang zur Schandtauberhöhle 2. Mit relativ vielen Verzweigungen erreicht sie eine Länge von rund 3,6 Kilometer. Der Zugang zur Höhle brach 1984 auf. Ursache hierfür dürfte die Verfüllung eines Steinbruchs flussabwärts Richtung Bettenfeld gewesen sein. Dieser Steinbruch hatte ebenfalls den unterirdischen Bach angeschnitten. Bei der Verfüllung wurden offenbar zu gering dimensionierte Rohre für den Bach eingebaut. Der dadurch verursachte Aufstau führte dann dazu, dass die hangenden Schichten an einer Kluftkreuzung dem Wasserdruck nachgaben.
Unterhalb des verfüllten Steinbruchs liegt die rund 1100 Meter lange Schandtauberhöhle. Sie führt bis zur Schandtauberquelle, wo sie sich ähnlich einem Flussdelta in mehrere Arme aufspaltet. Die Schandtauberhöhle ist seit 1984 als Naturschutzgebiet ausgewiesen und eines der Geotope im Landkreis Ansbach. Eine Beschreibung des Geotops mit der Kennung 571H001 wird zum Schutz der Höhle nicht veröffentlicht.
Alle genannten Höhlen sind nicht öffentlich zugänglich, Steinbrüche dürfen nicht betreten werden.

### Zuflüsse und Trockentäler

#### Oberläufe
Im oberirdischen Einzugsgebiet der Schandtauber hat sich ein weitverzweigtes, ausgedehntes System von Trockentälern entwickelt. Sie beginnen häufig an Bachschwinden, in denen kurze Rinnsale aus den Keuperflächen versinken. Bei starken Regenfällen oder während der Schneeschmelze kann es vorkommen, dass Bachschwinden verstopfen oder die Kapazität der unterirdischen Abflusswege überschritten wird. Dann fließt Wasser über die Trockentäler ab.
Die Trockentäler sind meist nur flache Senken, die während der Vegetationsperiode oder bei fehlendem Flutgraben in der Landschaft kaum auffallen. Das Gefälle ist oft nur gering, da durch die Verlagerung des Abflusses in den Untergrund die Erosion nur wenig Einfluss hat. Beispielsweise hat ein von Spindelbach nach Süden führendes, rund 4 Kilometer langes Trockental ein Gefälle von 2,5 Promille.

#### Notgang

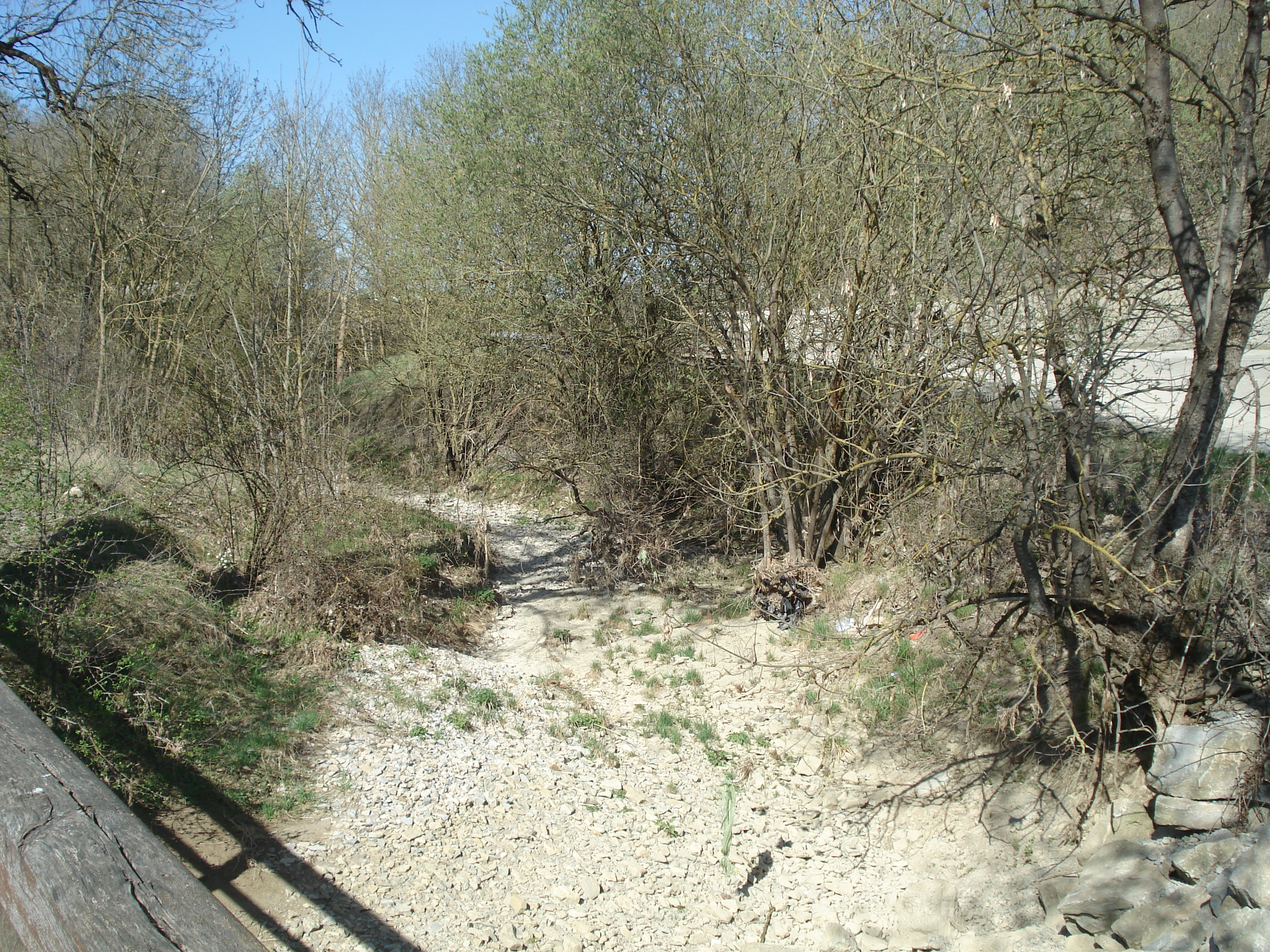
Trockenliegender Notgang vor Bettenfeld

Nördlich von Gammesfeld vereinigen sich die Trockentäler aus dem westlichen Teil des Einzugsgebiets zum sogenannten Notgang, im Dialekt Oogang, „Abgang“, genannt. Als zentraler Strang des Trockentalsystems nimmt der Notgang auf seinem 4,5 Kilometer langen Weg nach Nordosten zur Schandtauberquelle weitere Trockentäler auf, darunter ein von links und Norden kommendes System mit dem Reuschgraben, das bei Enzenweiler anfängt.
An seinem oberen Ende ist der Notgang eine etwa 1,5 Meter tiefe, 6 bis 8 Meter breite Grasmulde in einem nur wenig ausgeprägten Tal. Im weiteren Verlauf tieft sich das Tal zunehmend ein, ungefähr ab der Landesgrenze wird das Tal enger, die Hänge werden steiler und sind bewaldet. Rechts des Notgangs und beidseits der Landesgrenze liegt ein ausgedehnter Steinbruch, in dem der Abbau von Muschelkalk zentralisiert weiterläuft, während kleinere Steinbrüche stillgelegt wurden.
Der Anfang des Notgangs liegt unweit des Steinbruchs Schneider, in dem die unterirdische Schandtauber angeschnitten ist. Höhlenfluss und Notgang laufen bis zur Schandtauberquelle ungefähr parallel. Bei hohen Abflüssen dient der Notgang der unterirdischen Schandtauber als Überlauf. Dabei existieren mehrere Verbindungen, wobei im oberen Teil des Notgrabens eher Wasser versickert und vor Bettenfeld eher Wasser zutage tritt. Im Gewann Runzeläcker liegt eine Estavelle, die zeitlich wechselnd als Schwinde oder Quelle fungieren kann.

#### Zuflüsse und Seen nach Gewässerkataster
Nachfolgende hierarchische Liste der Zuflüsse und  Seen von der Quelle zur Mündung basiert auf dem Amtlichen Digitalen Wasserwirtschaftlichen Gewässernetz (AWGN) von Baden-Württemberg. Das AWGN definiert als Ursprung der Schandtauber einen Zufluss aus dem Südwesten des Einzugsgebiets, auch der Notgang wird der Schandtauber zugerechnet. Kurze, in Dolinen versickernde Bäche an den Anfängen der Trockentäler sind in der Regel nicht im AWGN enthalten. Gewässerlänge, Seefläche, Einzugsgebiet und Höhe nach den entsprechenden Layern auf der Onlinekarte der LUBW. Andere Quellen für die Angaben sind vermerkt.
Ursprung der Schandtauber auf etwa 464 m ü. NHN im kleinen Erlenholz südlich von Blaufelden-Gammesfeld.
- (Längerer Überlauf), von rechts und Westsüdwesten auf etwa 455 m ü. NHN an einem Wegkreuz südwestlich von Hertershofen an der Straße in Richtung Ziegelhütte, 1,2 km und ca. 0,5 km².[LUBW 6] Entsteht auf etwa 472 m ü. NHN beim Siedlungsteil Ziegelhütte des Weilers Hegenau von Rot am See.
Der offizielle Oberlauf ist bis zu diesem Zusammenlauf 0,7 km lang und hat ein Teileinzugsgebiet von ca. 0,3 km².[LUBW 6]
- (Zufluss durch die Brechhausäcker), von links und Westen auf etwa 448 m ü. NHN an einem winzigen Teich an der L 2513 von Hausen am Bach her kurz vor Hertershofen, 1,6 km und ca. 1,2 km².[LUBW 6] Entsteht auf etwa 464 m ü. NHN südwestlich von Gammesfeld im Hagenfeld.

↓ Versinkt nach 2,1 km im Hauptlauf auf etwa 447 m ü. NHN in der Doline östlich von Hertershofen
Fortsetzung der Schandtauber als Straßengraben an einem Steinbruchgelände östlich von Gammesfeld auf etwa 446 m ü. NHN rund 0,5 km nördlich der Doline
- Heufelgraben, von links und Westsüdwesten auf etwa 441 m ü. NHN wenig nördlich von Gammesfeld neben der L 1005 nach Gemmhagen, 2,0 km und ca. 2,9 km².[LUBW 6] Entsteht auf etwa 465 m ü. NHN am Ortsrand von Heufelwinden.
  - Landknechtgraben, von links und Westnordwesten auf ca. 450 m ü. NHN[LUBW 7] nördlich des Wäldchens Stockich am Zusammenlauf der beide Bäche begleitenden Wege, 1,2 km und ca. 0,9 km².[LUBW 6] Entsteht auf etwa 465 m ü. NHN wenig nördlich von Heufelwinden an der Straße nach Kleinbärenweiler.
  -  Durchfließt auf etwa 444 m ü. NHN einen Teich nahe am Wasserschloss von Gammesfeld, unter 0,1 ha.
  - Stockichgraben, von rechts und Südwesten auf etwa 443 m ü. NHN wenige Meter nach dem Teich, 1,8 km und ca. 1,0 km².[LUBW 6] Entsteht auf etwa 471 m ü. NHN am Südrand von Heufelwinden.
    -  Durchfließt auf etwa 455 m ü. NN den Stöckigweiher (!) am Ostrand des Waldes Stockich (!), 0,7 ha.
- Langenkelchgraben, von links und Nordwesten auf etwa 438 m ü. NHN gegenüber dem Steinbruch Schneider zwischen Gammesfeld und Gemmhagen, 2,3 km und ca. 8,6 km².[LUBW 6] Entsteht auf knapp 455 m ü. NHN nordwestlich von Gemmhagen, selten noch weiter nördlich auf bis zu 459 m ü. NHN.
  - (Trockental von Wolfskreut her), von rechts und Westnordwesten auf etwa 447 m ü. NHN wenig westlich von Gemmhagen, 2,2 km[LUBW 8] und ca. 2,5 km².[LUBW 6] Ein Weggraben in der Mittellinie des Obertals entsteht auf etwa 470 m ü. NHN an der Trasse der Rothenburger Landhege und läuft ca. 0,5 km[LUBW 8] ostwärts auf einen Teich wenig westlich von Wolfskreut zu, unterhalb von dem es in aller Regel keinen Lauf mehr gibt.
    -  Endteich auf etwa 463,4 m ü. NHN[LUBW 7], unter 0,2 ha.

  - Scheutlesgraben, von rechts und Südwesten auf etwa 443 m ü. NHN etwas südwestlich von Gemmhagen, 0,7 km und ca. 0,6 km².[LUBW 6] Entsteht auf etwa 455 m ü. NHN südlich des Reutholzes.
- Reuschgraben, von links und Nordnordwesten auf 419 m ü. NHN[BA 1] vor Bettenfeld, 2,3 km, zusammen mit dem Klingengraben und dem trockenen Mittellaufstück 4,6 km[GV 1] sowie 6,8 km².[GV 2] Der Namenslauf entsteht auf etwa 450 m ü. NHN an der Landesgrenze zwischen Bossendorf und Reusch.
  - Klingengraben, Oberlauf, versickert auf etwa 463 m ü. NHN in einer Doline zwischen Enzenweiler und Bossendorf, 0,9 km. Entsteht auf etwa 471 m ü. NHN am Weilerrand von Enzenweiler
  - (Bach), versickert auf etwa 457 m ü. NHN in einer Doline ostnordöstlich von Leuzendorf, 0,7 km. Entsteht auf etwa 468 m ü. NHN am Nordostrand von Leuzendorf
  - Augraben, versickert auf etwa 459 m ü. NHN in einer Doline östlich von Leuzendorf, 0,6 km. Entsteht auf etwa 468 m ü. NHN am Südostrand von Leuzendorf
- (Zufluss aus der Schandtauberhöhle), von links auf 412 m ü. NHN[BA 1] in Bettenfeld.

Mündung der Schandtauber von links und Südwesten auf etwa 353 m ü. NN an der Rothenburger Schmelzmühle in die obere Tauber. Der Bach ist 13,8 km lang und hat ein Einzugsgebiet von 44,5 km².

### Flusssystem Tauber
- Fließgewässer im Flusssystem Tauber

## Mühlen
Vom starken Gefälle der Schandtauber wurden am Unterlauf insgesamt sieben Mühlen betrieben, darunter die Ober- und die Mittelmühle, die Hollermühle und die Hammerschmiede.
Die Hammerschmiede wurde im 17. Jahrhundert gegründet, hier trieben 1825 drei oberschlächtige Wasserräder drei Schlaghämmer an. Ein Teil des Wassers wurde hier durch ein Wehr abgeleitet, um die nötige Fallhöhe zum Antrieb der Wasserräder zu erhalten. Hergestellt wurden dort eiserne Gerätschaften wie Pflüge, Sensen, Schaufeln, Äxte.

## Biosphäre
Am Ufer des Flüsschens wachsen bevorzugt Weiden, Schwarzerlen und Eschen.
Das saubere Wasser (Gewässergüteklasse II) der Schandtauber ist ein recht guter Lebensraum für Fische und andere Wasserbewohner. So kommen in ihr u. a. die Bachforelle, die Mühlkoppe sowie der Steinkrebs und die Köcherfliegenlarve vor. Im Höhlensystem der Schandtauber leben Höhlenbewohner wie Höhlenschnecken und Fledermäuse.

### LUBW
Amtliche Online-Gewässerkarte mit passendem Ausschnitt und den hier benutzten Layern: Lauf und Einzugsgebiet der Schandtauber

Allgemeiner Einstieg ohne Voreinstellungen und Layer: Daten- und Kartendienst der Landesanstalt für Umwelt Baden-Württemberg (LUBW) (Hinweise)
1. ↑  Ermittelt mit dem WPS-Prozess Gewässerlänge bis Mündung, Datenbasis Layer Gewässernetz (AWGN).
2. 1 2 3  Einzugsgebiet nach dem Layer Basiseinzugsgebiet (AWGN).
3. ↑  Länge nach dem Layer Gewässernetz (AWGN).
4. ↑  Seefläche nach dem Layer Stehende Gewässer.
5. ↑  Höhe nach dem Höhenlinienbild auf dem Hintergrundlayer Topographische Karte.
6. 1 2 3 4 5 6 7 8 9  Einzugsgebiet abgemessen auf dem Hintergrundlayer Topographische Karte.
7. 1 2  Höhe nach blauer Beschriftung auf dem Hintergrundlayer Topographische Karte.
8. 1 2 3  Länge abgemessen auf dem Hintergrundlayer Topographische Karte.

### BayernAtlas („BA“)
Amtliche Online-Gewässerkarte mit passendem Ausschnitt und den hier benutzten Layern: Unterer Lauf und unteres Einzugsgebiets der Schandtauber

Allgemeiner Einstieg ohne Voreinstellungen und Layer: BayernAtlas der Bayerischen Staatsregierung (Hinweise)
1. 1 2 3 4 5  Höhe abgefragt auf dem Hintergrundlayer Amtliche Karte (Rechtsklick).

### Gewässerverzeichnis Bayern („GV“)
1. ↑  Länge nach: Verzeichnis der Bach- und Flussgebiete in Bayern – Flussgebiet Main, Seite 125 des Bayerischen Landesamtes für Umwelt, Stand 2016 (PDF; 3,3 MB) (Seitenzahl kann sich ändern.)
2. ↑  Einzugsgebiet nach: Verzeichnis der Bach- und Flussgebiete in Bayern – Flussgebiet Main, Seite 125 des Bayerischen Landesamtes für Umwelt, Stand 2016 (PDF; 3,3 MB) (Seitenzahl kann sich ändern.)

### Andere Belege
1. ↑  Modellierte Werte nach Abfluss-BW Gewässerknoten MQ/MNQ
2. ↑  Hans Hagdorn, Theo Simon: Geologie und Landschaft des Hohenloher Landes. (=Forschungen aus Württembergisch-Franken, Band 28) 2. Auflage, Thorbecke, Sigmaringen 1988, ISBN 3-7995-7627-4, S. 102.
3. ↑  Markus Pantle: Zur Wasserführung im „Notgang“, einem Trockental im Bereich des Schandtauber-Höhlensystems zwischen Gammesfeld, Landkreis Schwäbisch Hall (Baden-Württemberg), und Bettenfeld, Landkreis Ansbach (Bayern). In: Beiträge zur Höhlen- und Karstkunde in Südwestdeutschland. 51(2015), S. 13–36, hier S. 26–28.
4. ↑  Wasserwirtschaftlicher Lehrpfad an der Schandtauber bei Rothenburg o.d. Tauber beim Wasserwirtschaftsamt Ansbach (Abgerufen am 23. März 2023).
5. ↑  Wolf-Dieter Sick: Geographische Landesaufnahme: Die naturräumlichen Einheiten auf Blatt 162 Rothenburg o. d. Tauber. Bundesanstalt für Landeskunde, Bad Godesberg 1962. → Online-Karte (PDF; 4,7 MB)
6. ↑  Nach den Geologischen Karten für Baden-Württemberg (Mapserver des Landesamtes für Geologie, Rohstoffe und Bergbau (LGRB) (Hinweise)) und Bayern (Kartenausschnitt beim BayernAtlas der Bayerischen Staatsregierung (Hinweise)).
7. ↑  Mapserver des Landesamtes für Geologie, Rohstoffe und Bergbau (LGRB) (Hinweise). Hinweise auf Dolinen im Layer Vermutete Verkarstungsstruktur im Verzeichnis Ingenieurgeologie, als Geotop ausgewiesene Dolinen im Layer Geotop-Kataster im Verzeichnis Geotourismus.
Viele Dolinen sind als geschützte Biotope kartiert, passender Kartenausschnitt beim Daten- und Kartendienst der Landesanstalt für Umwelt Baden-Württemberg (LUBW) (Hinweise)
8. ↑  Hagdorn, Simon: Geologie und Landschaft des Hohenloher Landes. S. 90.
9. ↑  Markus Pantle: Erforschung des Schandtauber-Höhlensystems. In: Beiträge zur Höhlen- und Karstkunde in Südwestdeutschland. 37(1994), S. 23–29, hier S. 23–25.
10. ↑  Arbeitsgemeinschaft Höhle und Karst Stuttgart e. V.: Infoflyer Unterirdische Schandtauber (pdf, 2,0 MB, abgerufen am 21. Januar 2024).
11. ↑  Pantle: Erforschung des Schandtauber-Höhlensystems. S 25.
12. ↑  Markus Pantle: Die Schandtauberhöhle 2 (Kat.-Nr. 6626/17) bei Bettenfeld (Stadt Rothenburg ob der Tauber, Kreis Ansbach; Muschelkalkgebiet 2) und ihr Einzugsgebiet. In: Beiträge zur Höhlen- und Karstkunde in Südwestdeutschland. 50(2012), S. 28–55, hier S. 31 (PDF, 5,7 MB).
13. ↑  Andreas Hoydem, Markus Pantle, Thomas Rathgeber, Theo Simon: Speläogenese des Fuchslabyrinthes bei Schmalfelden (Stadt Schrozberg, Landkreis Schwäbisch-Hall). In: Laichinger Höhlenfreund. 53(2018), S. 15–40, hier S. 23 (pdf, 610 KB).
14. ↑  Steckbrief Geotop Doline im Gewann Nonnenwiesen NW von Schmalfelden. beim Landesamt für Geologie, Rohstoffe und Bergbau (pdf, 267 KB, abgerufen am 21. Januar 2024).
15. ↑  Hoydem, Pantle, Rathgeber, Simon: Speläogenese des Fuchslabyrinthes. S. 19.
16. ↑  Hoydem, Pantle, Rathgeber, Simon: Speläogenese des Fuchslabyrinthes. S. 17 f.
17. ↑  Pantle: Schandtauberhöhle 2, S. 37.
18. 1 2  Pantle: Erforschung des Schandtauber-Höhlensystems. S 27.
19. ↑  Pantle: Schandtauberhöhle 2, S. 39.
20. ↑  Verordnung über das Naturschutzgebiet „Schandtauberhöhle“, Landkreis Ansbach, vom 27.03.1984. beim Landkreis Ansbach (pdf, 4,6 MB)
21. ↑  Geotop: Schandtauberhöhle bei Bettenfeld (Abgerufen am 21. Januar 2024; PDF; 117 kB)
22. ↑  Pantle: Zur Wasserführung im „Notgang“, S. 13 f.
23. ↑  Pantle: Zur Wasserführung im „Notgang“, S. 15.
24. ↑  Pantle: Zur Wasserführung im „Notgang“, S. 14 f.
25. ↑  Pantle: Zur Wasserführung im „Notgang“, S. 15, 24.
26. ↑  Pantle: Zur Wasserführung im „Notgang“, S. 18–22.